# シルフェイド幻想譚
シルフェイド幻想譚（シルフェイドげんそうたん）は、『RPGツクール2000』で作成された、フリーウェアのRPGである。作者はSmokingWOLF。SmokingWOLFは主に「幻想譚」という略称を用いる。英語タイトルは「Celestial Silfade Story」。

## 概要
ゲームの大まかな内容は、15日の間に島に起こる災いを防ぐというもの。その間の行動によって善人にも悪人にもなることができ、自由度が大変高い。独自のシステムが数多く採用されているが、初心者から上級者まで遊べるように細やかな配慮がされている。
シナリオはシリアスかつシビアで、特に人の生死に関してかなり厳しい場面が多い。本来なら向かってこない敵を惨殺することが出来たり、主人公以外の味方キャラは戦闘で全滅すると二度と生き返らなかったりするなど、主人公の行動如何で様々な登場人物の命運が決まる。
本作品は『テックウィン』本誌でのコンテストパーク応募作品として公開され、後に作者のサイトで一般公開された。『テックウィン』においては、ストレスフリーな作りとシナリオ構成の2点が特に評価され、金賞を受賞したが、審査員の1人は「（金賞の上の）プラチナでも良かった」と後に語っている。
開発当初は他のシルフェイドシリーズとの関連はあまりない『ドラゴンクエストI』のオマージュ的な作品が予定されていた。当初のタイトルは「勇者RPG（仮）」。開発が進行する中で「シルフェイド伝承録　碧空の獣達（仮）」と改められたが、最終的には「伝承録」が「見聞録」と被るという理由で「シルフェイド幻想譚」に決定した。
二次創作として、本作の登場人物のアルバートとアーサが主役の『RPGツクール2000』製ゲーム『白き首長竜の剣』が有志の手により製作された。開発時に作者もテストプレイなどで協力しており、公式ファンサイトからダウンロードが可能。

## ストーリー
意識の海を漂っていた主人公の魂は、ある日リクレールにより肉体を与えられる。海に覆われた世界に浮かぶ天空島、主人公はそこに15日後訪れるという災いの阻止を、リクレールより頼まれる。主人公は世界を救うため、リクレールより与えられたパートナー「トーテム」とともに天空島を巡る旅へと出る。

## ゲームシステム
進行システム
主人公がフィールドやダンジョンを歩くことによって時間が経過していき、これにより世界に何らかの変化が現れ、物語が進行していく。時にはプレイヤーのあずかり知らぬ所で大きな事件が起こっている事もある。最終的に15日が経過する（＝16日目の0:00になる）と世界は滅びてしまい、ゲームはエンディング（ゲームオーバー）を迎える。その間何もせずに、ただ宿屋で寝て過ごす事さえ可能である。何かイベントが起きるか、未だ訪れた事のない場所に入るごとに、冒険日誌にその旨が書き込まれていき、主人公がこの世界でどのように過ごしたかをメニュー画面にて確認できるようになっている。

### 戦闘システム
戦闘はターン制を採用している。敵キャラの一部及び主人公は1ターンに最大4回まで行動可能だが、味方キャラは最大3回まで。
戦闘はターン開始時に戦闘・総攻撃・逃走・相談の4つのコマンドが表示され、基本は戦闘を選択し、次に攻撃・集中・道具・最大5つのスキルやフォースのいずれかを行動回数の分だけ選択し、選択した順番に実行することで展開していく。総攻撃は行動回数を全て攻撃で実行し、コマンド入力の手間を省く。相談では敵と自分の強さの差と逃走できる確率をアドバイスしてもらえる。
集中
次の行動の効果（ダメージやクリティカル率など）を高めるコマンド。集中した回数は名前の下にバーで表示され、蓄積するほど次の行動の効果が上昇する。蓄積した集中はそれ以外の行動を実行しない限り持続する。大半のフォースは集中が必要であり、集中回数が足りない状態でフォースを使用すると発動せずに集中が実行される。
WILL
シリーズ恒例のパラメータ。1日5回まで（ハードモード及び鬼畜モードでは3回まで）使用できる意志の力。使用したターンの間のみ、あらゆる攻撃能力と敏捷が大幅に上昇する。また全ての行動に集中が3回付加されるためフォースの使用時に集中の必要がなくなる（WILLを使用したターンに「集中」を行うと「“1+3”×4＝16」より、そのターンのみで集中が最大16回分溜まることになる）。不利な形勢を一気に覆す事も可能で、主に強敵との戦いでの使用を推奨されている。

### 成長システム
トーテム
ゲーム開始時には、それぞれ得意分野の違ったトーテム3体のうち1体を選ぶことができる。選んだトーテムにより成長の傾向や推奨される戦闘スタイルが異なる。その回の冒険ではトーテムを交代することはできない。特定のトーテム専用のイベントなども存在する。
レベルと経験値
レベルの要素は一般的なRPGとは異なっており、各能力値ごとに経験値が設定され、戦闘で攻撃したりフォースを使用したりする事で、少しずつ各能力値の経験値が蓄積され、レベルが上がっていく。基本的に自分より強い敵と戦う方が成長しやすいが、その反面敵が弱すぎると能力値は全く成長しない。能力値は全部で5つあり、トーテムごとにそれぞれの能力の上限値、及びLvアップに必要なS.EXPの量が異なっている。特定の能力値または各能力値の合計値が一定の数値に達すると、様々な特殊効果を持つスキルが習得可能になる。各能力値の詳細は下記を参照。
- 筋力 - 筋肉の強さ。物理攻撃力と持てる荷物の限界量に影響。
- 敏捷 - 素早さ。行動順、回避率に影響。
- 生命 - 生命力。物理防御力とライフ（HP）の上限値に影響。
- 知力 - 記憶力。覚えられるフォース（魔法）の数、フォース（MP）の上限値に影響。
- 意志 - 心の強さ。フォース（魔法）の威力、フォース（MP）の上限値に影響。

S.EXP（特殊経験値）
各能力値の経験値とは別個に蓄積される経験値。敵の強さに比例して入手量も増えるが、どんなに弱い敵からでもわずかながら入手できる。
用途は任意の能力値に割り振ってレベルを上げることと、主人公のスキル習得の2種類がある。プレイスタイルに合わせたキャラクター育成の容易さが特徴である。
全滅
本作では戦闘にて全滅すると、全能力値の上昇とS.EXPの蓄積を得られるので、全滅前に比べて少し強くなった状態で復活することができる。ただし、ゲーム開始時にもらえるアイテム生命の結晶を全滅する度に消費する。生命の結晶は15個得られるが追加補充はされず、全て使い切った状態で全滅するとゲームオーバーとなる。

### その他
- セーブは特定の場所、区域を除きいつでも可能。多くの場合、ダンジョン内部はセーブ不可能である。
- クリア（ゲームオーバー）後の特典要素は以下の3つ。
プレイ評価
プレイ内容を通して、プレイヤーのゲーマーとしての腕の評価や、特定の行動の集計などをトーテム達が語り合う。コメントはかなり豊富。
二周目
S.EXPを最大999引き継いでのプレイが可能。ただし、ステータスなどは初期化される。
ハードモード
戦闘面での難易度が大幅に上昇したモード。その代わりに、入手できるS.EXPが2倍になっている。ただし、これは1周目でも特定の操作を行えばプレイ出来る。
鬼畜モード
ファンの一人によって開発されたもので、ゲームバランスが調整されたハードモード。従来より更に強化された敵キャラクターの登場、一部の装備品やフォースの弱体化などにより、さらに難易度が上がっている。
非公式ではあったが、その後SilverSecondの開発日誌で公認された。配布されている「鬼畜化パッチ」を、元々のフォルダ「シルフェイド幻想譚」内に上書きする事で選択可能となる。そのため、鬼畜モードを導入すると従来のハードモードは使えなくなる。従来のセーブデータも使えるが、一部整合性がとれなくなる。

## キャラクター

### 主人公
リクレールにより肉体を与えられた人間。ゲーム開始時に性別、名前をプレイヤーが決定する。

### トーテム
クロウ
真面目な性格をした狼型トーテム。筋力と生命が高い。初心者向け。
フェザー
軽い性格をした鳥型トーテム。敏捷性に優れたバランスタイプ。フィールドマップでの経過時間が減るという特殊能力がある。中級者向け。
スケイル
探究心にあふれる水竜型トーテム。女性的。フォース適性が高く、肉弾戦闘には不向き。水の中でも行動できる特殊能力がある。上級者向け。

### 仲間
主人公と共に行動し、戦闘を助けてくれるキャラクター達。トーテム能力者が多い。ただし、同種のフィールド移動能力を持たないキャラクターを仲間にした場合、その能力が無効化される。また、既に仲間を1人連れている状態で仲間にしようとすると、各々の理由で断られる。戦闘にて全滅すると、その時仲間になっていたキャラクターは一部キャラクターを除き死亡してしまい、以後二度と登場する事は無くなってしまう。仲間にするには何らかの条件をクリアする必要があり、中には条件を満たさないと死亡するなどして仲間に加えることが不可能となるキャラクターもいる。
アルバート
「時の扉」からやってきた傭兵。『シルフェイド見聞録』に登場したアルバートと同一人物。
主人公を含め天空島の人々とは言葉が通じないため、これを解決することで仲間にすることができる。
イシュテナ
大賢者サリムの孫娘。既婚者であり一児の母。行方不明となった祖父を探すために時々旅をしている。フォースが得意。
祖父探しが何らかの形で決着することで仲間にすることができる。
ウリユ
シイルの町の薬屋の娘。予知能力を持っている盲目の少女。
シイルの街が滅ぼされた場合、条件を満たしていれば幽霊となった彼女を仲間にすることができる。
幽霊であるため戦闘不能にはならず死亡することもないが、主人公が戦闘不能になった時点で全滅扱いになる。
エージス
サーショの町の兵隊長。大気の盾の所有者。引退間近だが、腕は衰えていない。
ゲーム開始時点で行方不明となっており、彼が無事であるうちに見つけ出すことができれば仲間にすることができる。
オーバ
サーショの町で占い屋をやっている老婆。その正体は異端のフォース研究者。
彼女に主人公の実力を認めてもらえれば仲間にすることができる。
スケイル
トーテムのスケイルが人間の女性に変身した姿。
特定の条件を満たすことで仲間にすることができる。
全滅しても死亡することがない。
セタ
トカゲ人（竜人）の女戦士であり、砦の副隊長。
最初は敵対関係にあるが、和解できれば仲間にすることができる。

## 地名
サーショ
主人公が降り立った地のすぐ側にある街。ガラン堂があり、それ故に島でも最強の武具が手に入る場所とされている。
エージス率いる兵隊達の詰め所もある。この詰め所に「今月の優秀一般兵」として、並の人間がトーテム無しでどこまで強くなれるかの一つの基準が示されている。また、ここでは兵士たちが訓練やパトロールなどの業務に勤しんでいる。
リーリル
サーショの南にある街。理力の街とも呼ばれ、フォースの研究が盛んである。用水路が完備されており、都会的で美しい町並みが特徴。
ムー
リーリルより更に南、天空島最南部に位置する村。不思議な腕輪が売られており、そのためにわざわざここを訪れる者も多い。ただし、これらの腕輪は非常に高価。またここには「時の扉」と呼ばれる遺跡があり、世界が危機に陥った時、ここから救世主が現れると言われている。
シイル
封印の民が住まう街。サーショから直接行くには川を渡らないとたどり着くことができない。1日目の時点では川に掛かった橋が壊れており、南東の広大な森林地帯から迂回してくる必要があるため、スケイル以外のトーテムを選択していると、訪れるのに少々苦労する。
この街は大地の鎧が安置されている場所である。また、この世界の歴史的な事件などが記録されている図書館がある。
この街で流れるBGMは『見聞録』のフォーンの街と同じである。
バーン城
サーショのすぐ南に建つ城。500年前に建てられ、バーン王が治めている。招待状を持つ者しか入ることができない。招待状をもらえるのは、何かしらの手柄を立てた人間や優秀な人材のみ。
迷わずの森
その名の通り、迷う事なく入り口まで戻されてしまう森。そのため反対側に抜ける事が出来ず、その先にあるものを確かめた者はほとんどいない。同じ名前の場所が、未来の話である『シルフェイド見聞録』にも存在する。
トカゲ兵の砦
リーリルより東の森に位置する、竜人達の拠点の1つ。居住地区や酒場などもあり、のんきに暮らしている竜人もいる。最近になって、戦争の準備でも始めたかのように、にわかに騒がしくなってきている。
禁術研究所
リーリルから追放された、異端のフォース研究者達が住まう隠れ里。戦闘のみを目的とした、極めて強力なフォースを研究、開発している。
封印の神殿
かつて魔王が現れた地に建てられた神殿。この神殿には、あらゆるフォースを無効化する強力な封印が掛けられている。この封印は魔王の結界をも封じるため、今後魔王が現れた際には、ここを決戦の地とする事を想定している。

## 用語
シルフェイド
ゲームの舞台となる世界の名前。リクレールにより創造された天空島が存在するが、それ以前の歴史は不明である。また、この天空島以外に何かが存在する描写はなく、天空島の存在も『見聞録』の時代には確認されていない。
今作は『シルフェイド見聞録』から見て遠い過去の時代とされているが、紀年法は『見聞録』世界で使用されていた「シルフェイド暦」ではなく、初代バーン王が（適当に）制定した「バーン暦」が使用されている。ゲーム開始時の暦は「バーン暦500年」だが、何日でバーン暦1年とするのかは不明。
意識の海
数多の意識が漂う虚無の空間で、あらゆる時間、世界と繋がっている。全ての意識ある者の終着点であり、中継点でもあり、また始発点でもある。リクレールはここから主人公の意識を引き上げ、肉体とトーテムを与えた。通常とは異なるプロセスを経て意識の海からやってきた主人公は、予知能力が及ばない（＝運命に捕らわれない）、あまり長くはシルフェイド世界に留まれないなど、極めてイレギュラーな存在となっている。
トーテム
基本的な設定は『シルフェイド見聞録』に準ずる。ただし、『シルフェイド見聞録』ではせいぜい常人の2 - 3倍程度の能力向上を得られる程度だったのに対し、今作ではそれを更に上回る力が手に入る。この時代のトーテムは獣の姿はおろか明確な姿、自我さえ持たないトーテムがほとんど（例外は主人公とアルバート）。これらの差異はトーテムが未だ原始的な存在である事に起因するとされているが、未来からやってきたと思われるアルバートはこの世界に来た事でトーテムの力が大幅に増しているなど、世界そのものがトーテムに影響を与えている描写も見られる。既に竜人との戦いで多くの能力者が倒されており、バーン歴500年現在では数えるほどしか存在しない。
フォース（理力）
基本的な設定は『シルフェイド見聞録』に準ずる。この世界の人々は基本的にフォースをある程度自由に扱う事ができるため、一般人も購入・習得しており、戦闘のみならず日常生活においても活用されている。フォースの効果は個人の資質や才能に大きく左右され、トーテム能力者のフォースは特に強力なものとなる。また遠隔攻撃手段は攻撃用フォースに一任されているため、この天空島では弓や銃などの飛び道具は未発達である。
ほとんどのフォースは街で購入する事で習得できる（主人公のみ。仲間専用または敵専用として設定されているフォースは習得不可）。理力の街リーリルにて盛んに研究されており、ゲーム内の時間が進行すると新たにいくつかのフォースが開発・改良され、購入・使用が可能となる。
竜人（トカゲ人）
人間と敵対する種族。人間達からはトカゲ人と呼ばれているが、本来は竜人という名の種族であり、彼等もそのように自称している。
ほとんどの者が人間と比べて屈強な肉体を持っており、竜人の兵士と並の人間の戦士ではまず勝負にならない。とはいえトーテム能力者に抗しうるほどではなく、また技術力は人間よりも大きく劣っており、初期の戦争においては武装するという概念すらなかった。
なお竜人にもトーテム能力者に迫るほどの力を持つ者が希に現れる。これはトーテムではなく、魔王の血筋に起因する力である事が示唆されている。
魔王
竜人達にとっての王のような存在。白い首長竜の姿を持つ。500年前と50年前にそれぞれ現れ、世界を滅亡の危機に陥れた。魔王が現れる前兆として、世界中に雪が降ると言われている。
強力な結界をその身に纏っており、戦闘の際はクリティカルヒットかフォースによる攻撃でしかダメージを与えられない。ただし、この結界そのものを封じる手段もいくつか存在する。
太陽の剣・大気の盾・大地の鎧
伝説の鍛冶屋である初代ガランが、リクレールより授けられた三種の特殊な金属を用いて作り上げた、魔王に対抗するための武具。特に太陽の剣の攻撃は全てクリティカルヒットとなるため、ゲーム内においても魔王に対しての切り札的存在になっている。
500年前の戦いではリクレールがこれらを身に纏って戦い、魔王を倒した。50年前の戦いでは剣聖ゼイウスと大賢者サリムがこれらを使用し、魔王の打倒に成功している。しかしその際にゼイウスが太陽の剣を無計画に酷使したため、戦いが終わる頃にはほとんど折れてしまう寸前の状態だった。ただ太陽の剣は、年月を経た現在では多少回復している。
なお、太陽の剣のような伝説の武器は他にも存在し、同じように全ての攻撃がクリティカルになる特性を持っている。太陽の剣のような自己修復能力を持っているのかは不明。
バカには見えない服
ある場所で買うことができる防具。装備すると、局部は隠すものの主人公が裸になり、町の人々との会話に変化が生じる。防御力は無いが特殊効果は非常に強力（意志Lvが1.5倍になる）。仲間に着せようとすると各々の理由で断られる。元ネタは裸の王様。